# GRIN (компания)
GRIN — частная компания, разработчик компьютерных игр и игрового движка Diesel engine. Компания была основана в 1997 году братьями Бо и Ульфом Андерссонами и базировалась в Стокгольме, Швеция. 12 августа 2009 года компания обанкротилась и закрылась.

## История компании
Первая компьютерная игра, разработанная GRIN — гоночная аркада Ballistics, которая вышла 19 октября 2001 года для ПК и позже для аркадных автоматов. «Ballistics» использовала игровой движок собственной разработки GRIN — «Diesel». Этот движок был разработан при поддержке американской компании nVidia и был предназначен для демонстрационных показов возможностей последнего на то время графического процессора nVidia — GeForce 3.
В 2007 году GRIN расширила свои производственные мощности и количество разрабатываемых игр, открыв офис в Барселоне, Испания, в небоскрёбе Torre Mapfre. Следующая дочерняя студия была открыта в Гётеборге (Швеция). Ещё одна студия — «Grin Jakarta QA studio», занимающаяся обеспечением качества, — была открыта в Джакарте (Индонезия). С тех пор количество сотрудников достигло около 250 человек.
27 мая 2009 года сайт Kotaku.com в рубрике «Слухи» опубликовал новость о том, что GRIN уволила от 100 до 160 сотрудников в разных офисах. Это массовое увольнение журналисты связывают с тем, что игры Bionic Commando и Terminator Salvation уже вышли и компании нечем занять сотрудников. Kotaku запросил комментарии у Capcom и GRIN, ответа не последовало.
В 2009 году GRIN закрыла свои офисы в Барселоне и Гётеборге, ссылаясь на финансовые трудности. 
12 августа 2009 года компания обанкротилась. Позднее в этот же день на официальном сайте появилось официальное уведомление о закрытии компании.
После закрытия компании появилась информация о том, что до своего закрытия GRIN работала над неанонсированной игрой Fortress, которая должна была быть спин-оффом к Final Fantasy.
14 сентября 2009 года бывший сотрудник GRIN Бьёрн Альбин, который работал ведущим художником и дизайнером персонажей, опубликовал на своём персональном сайте несколько артов и моделей из невыпущенных игр компании: экшена Fortress, «ковбойского» шутера «The Cult» и научно-фантастической игры для PSP «Switch».
В конце мая 2011 года основатели GRIN Ульф и Бо Андерссон дали интервью Aftonbladet, в котором объявили виновником закрытия GRIN компанию Square Enix. Согласно утверждениям Андерссонов, GRIN разрабатывала игру Fortress, спин-офф Final Fantasy XII, по заказу и под руководством Square Enix. Согласно Андерссонам, Square Enix требовала от разработчиков невозможные задачи и ставила в абсурдные ситуации. К примеру, однажды Square Enix попросила переслать игровой код и музыкальные данные Fortress по факсу, затем заявила, что GRIN пересылала данные не в тот отдел Square Enix, а потом заявила, что ей не нравится нордический стиль игры, хотя изначально это было одним из начальных требований. Как заявили Андерссоны в интервью, они поняли, что Square Enix решила отменить проект и таким образом пытается найти причину отказаться от него. В итоге Square Enix отменила заказ на Fortress и не выплатила компании GRIN 20 млн. долларов, что и привело к закрытию последней.

## Новые компании, образовавшиеся после распада GRIN

### Outbreak Studios
Сразу после закрытия GRIN, в середине августа 2009 года, часть её бывших сотрудников основала новую компанию Outbreak Studios, где на момент открытия работало около 25 человек. Возглавляет Outbreak Studios Петер Бьёрклунд. Было заявлено, что Outbreak Studios будет заниматься независимыми играми для XBLA, PlayStation Store, Games for Windows — Live, PSP Go и iPhone.

### Might and Delight
В середине апреля 2010 года стало известно о компании Might and Delight, сотрудники которой являются выходцами из GRIN и работали в её составе над разработкой Bionic Commando Rearmed. Might and Delight ориентирована на разработку простых казуальных игр в ретро-стиле.

### BitSquid
Никлас Фрюкхольм (швед. Niklas Frykholm) и Тобиас Перссон (швед. Tobias Persson), которые в GRIN были ведущими программистами команды по разработке игровых технологий, после закрытия GRIN основали компанию BitSquid, основной целью которой является разработка и развитие игрового движка «BitSquid Tech». BitSquid была основана в сотрудничестве со шведским разработчиком компьютерных игр компанией Fatshark, генеральный директор которой Мартин Валунд (швед. Martin Wahlund) является также генеральным директором BitSquid. Никлас Фрюкхольм и Тобиас Перссон занимают должности ведущих инженеров. 21 апреля 2010 года BitSquid совместно с компанией Fatshark выпустили «Stone Giant» — технологическую демонстрацию движка «BitSquid Tech» и одновременно бенчмарк для тестирования графических карт.

## Список разработанных и выпущенных игр
| Дата выпуска | Название                                       | Жанр                             | Платформы                                                |
| ------------ | ---------------------------------------------- | -------------------------------- | -------------------------------------------------------- |
| 2001         | Ballistics                                     | гоночный симулятор               | Microsoft Windows                                        |
| 2002         | Ballistics Arcade                              | гоночный симулятор               | Аркадные автоматы                                        |
| 2003         | Bandits: Phoenix Rising                        | гоночный симулятор               | Microsoft Windows                                        |
| 2006         | Tom Clancy's Ghost Recon Advanced Warfighter   | Тактический шутер                | Microsoft Windows                                        |
| 2007         | Tom Clancy's Ghost Recon Advanced Warfighter 2 | Тактический шутер                | Microsoft Windows                                        |
| 2008         | Bionic Commando Rearmed                        | Платформер                       | Microsoft Windows, Xbox Live Arcade, PlayStation Network |
| 2009         | Wanted: Weapons of Fate                        | Шутер от третьего лица           | Windows, Xbox 360, PlayStation 3                         |
| 2009         | Bionic Commando                                | Приключенческая игра, Платформер | Windows, Xbox 360, PlayStation 3                         |
| 2009         | Terminator Salvation                           | Шутер от третьего лица, экшен    | Windows, Xbox 360, PlayStation 3                         |
| Невыпущенные | Fortress                                       | Action/RPG                       | Windows, PlayStation 3, Xbox 360                         |
| Невыпущенные | The Cult                                       | шутер от третьего лица           | Windows, PlayStation 3, Xbox 360                         |
| Невыпущенные | Switch                                         | неизвестно                       | PSP                                                      |